# Girabola de 2013
O Girabola de 2013 foi a 34.ª temporada do campeonato de futebol da primeira divisão de Angola. A temporada começou em 26 de fevereiro com término em 3 de novembro.
A liga foi composta de 16 equipas, das quais três foram rebaixados para a Segundona de 2014. A Kabuscorp foi a equipe campeã.

## Mudanças da edição 2012
- Despromovidos: Académica do Soyo, Sporting de Cabinda, Nacional de Benguela
- Promovidos: Desportivo Huíla, Porcelana FC, Primeiro de Maio

## Classificação final
| #  | Equipa                  | J  | V  | E  | D  | GP | GC | SG  | Pts | Classificação                             |
| -- | ----------------------- | -- | -- | -- | -- | -- | -- | --- | --- | ----------------------------------------- |
| 1  | Kabuscorp (C)           | 30 | 22 | 7  | 1  | 53 | 16 | +37 | 73  | Liga dos Campeões da CAF de 2013          |
| 2  | 1.º de Agosto           | 30 | 16 | 7  | 7  | 42 | 23 | +19 | 55  | Liga dos Campeões da CAF de 2013          |
| 3  | Bravos do Maquis        | 30 | 14 | 10 | 6  | 39 | 22 | +17 | 52  |                                           |
| 4  | Petro de Luanda         | 30 | 14 | 7  | 9  | 37 | 21 | +16 | 49  | Taça das Confederações da CAF de 2013     |
| 5  | Sagrada Esperança       | 30 | 11 | 13 | 6  | 35 | 27 | +8  | 46  |                                           |
| 6  | Desportivo Huíla        | 30 | 10 | 12 | 8  | 37 | 32 | +5  | 42  | Taça das Confederações da CAF de 2013     |
| 7  | Interclube              | 30 | 9  | 13 | 8  | 35 | 34 | +1  | 40  |                                           |
| 8  | Recreativo do Libolo    | 30 | 10 | 9  | 11 | 33 | 32 | +1  | 39  |                                           |
| 9  | Progresso do Sambizanga | 30 | 10 | 8  | 12 | 33 | 33 | 0   | 38  |                                           |
| 10 | Sport Luanda e Benfica  | 30 | 7  | 14 | 9  | 29 | 30 | −1  | 35  |                                           |
| 11 | Recreativo da Caála     | 30 | 8  | 10 | 12 | 30 | 36 | −6  | 34  |                                           |
| 12 | 1.° de Maio             | 30 | 8  | 8  | 14 | 24 | 39 | −15 | 32  |                                           |
| 13 | ASA                     | 30 | 8  | 8  | 14 | 27 | 38 | −11 | 32  |                                           |
| 14 | Porcelana FC (R)        | 30 | 8  | 7  | 15 | 26 | 41 | −15 | 31  | Rebaixado para Segundona (Angola) de 2018 |
| 15 | Atlético do Namibe (R)  | 30 | 6  | 8  | 16 | 27 | 60 | −33 | 26  | Rebaixado para Segundona (Angola) de 2018 |
| 16 | Santos FC (R)           | 30 | 6  | 5  | 19 | 26 | 49 | −23 | 23  | Rebaixado para Segundona (Angola) de 2018 |

Última atualização em 04 de Novembro de 2013
Fonte: FIFA.com
Regras para classificação: 1) pontos; 2) pontos por confronto direto; 3) golos por confronto direto; 4) diferença de golos; 5) número de vitórias; 6) play-off.
(C) = Campeão; (R) = Rebaixado; (P) = Promovido; (O) = Vencedor do play-off; (A) = Classificado para a próxima fase. 
Somente aplicável se a temporada não tiver terminado: 
(Q) = Classificado para a fase do torneio indicada; (TQ) = Classificado para o torneio, mas não para a fase indicada; (DQ) = Desclassificado do torneio.

## Artilheiros[1]
| Ranking | Futebolista   | Clube                | Gols |
| ------- | ------------- | -------------------- | ---- |
| 1       | Albert Meyong | Kabuscorp            | 20   |
| 2       | Guedes        | Sagrada Esperança    | 12   |
| 2       | Massinga      | Atlético Namibe      | 12   |
| 4       | Bena          | Desportivo Huíla     | 11   |
| 4       | Paizinho      | Bravos do Maquis     | 11   |
| 6       | Yano          | Progresso Sambizanga | 9    |
| 6       | Love          | Kabuscorp            | 9    |
| 8       | Laúcha        | Porcelana FC         | 8    |
| 8       | Ladji Keita   | Petro Luanda         | 8    |